# Joachim Gauck
Joachim Gauck (sinh ngày 24 tháng 1 năm 1940 tại Rostock) là một mục sư Luther và nhà chính trị người Đức. Ông là tổng thống Đức thứ 11 của CHLBĐ, nhiệm kì từ 18 tháng 3 năm 2012 đến 18 tháng 3 năm 2017. Trước đó ông đã từng là đại biểu quốc hội nước Đông Đức năm 1990 của khối Bündnis 90 và sau này chịu trách nhiệm cho các hồ sơ về Stasi. Gauck không thuộc một đảng phái nào hết.

Là con của một người sống sót từ trại tù Gulag Liên Xô, cuộc đời chính trị của ông bắt đầu bởi những kinh nghiệm của gia đình về một chế độ độc tài. Gauck, cùng với Václav Havel, và lãnh tụ các quốc gia khác, khởi xướng đưa tới Tuyên ngôn Prague và Tuyên ngôn về tội ác Chủ nghĩa Cộng sản. Ông kêu gọi gia tăng nhận thức về tội ác Cộng sản ở Âu Châu, và sự cần thiết phi hợp pháp hóa thời kỳ Cộng sản.

## Tiểu sử

### Thời thơ ấu (1940–1951)
Gauck sinh năm 1940 tại Rostock. Cha ông Wilhelm Joachim Gauck là thuyền trưởng và cũng là sĩ quan Hải quân. Mẹ là Olga, họ trước khi lấy chồng là Warremann, học nghề thư ký. Bà là thư ký trưởng của một văn phòng luật sư. Cha mẹ cưới nhau năm 1938. Cha ông lấy bằng thuyền trưởng với điểm xuất sắc vào năm 1940. Trong Đệ Nhị thế chiến ông chịu trách nhiệm trong việc dò mìn và trong thời gian chiến tranh thường ở khu quân đội tại Stralsund. Khi chiến tranh gần kết thúc thì cha ông dạy học tại trường Hải quân ở Flensburg.
Cả cha lẫn mẹ ông đều là đảng viên đảng Quốc xã Đức, mẹ ông từ năm 1932, cha ông từ năm 1934. Họ có ngoài ông còn thêm 2 người con nữa.

Khi chồng vào quân đội năm 1940, Olga Gauck dọn về ở nhà mẹ chồng ở làng Wustrow vùng Fischland ngay Biển Baltic. Cho nên cậu bé 5 tuổi Gauck cho đến khi chiến tranh kết thúc ít đụng chạm đến bom đạn thời chiến. Ngôi nhà đó đã bị quân đội Nga trưng dụng và theo Gauck sau này phải cho một hãng lớn thuê với một giá rất rẻ.

Cuối năm 1945 mẹ ông dọn với 3 người con về ở với cha mẹ mình tại Rostock. Cha ông trở về từ trại giam của người Anh vào mùa hè năm 1946 trước khi ông đi học.